# Saint-Auban (Alpes-Maritimes)
Saint-Auban (Occitaans: Sant Auban; Italiaans: Sant'Albano sull'Esterone) is een gemeente in het Franse departement Alpes-Maritimes (regio Provence-Alpes-Côte d'Azur) en telt 267 inwoners (1999). De plaats maakt deel uit van het arrondissement Grasse.

## Geografie
De oppervlakte van Saint-Auban bedraagt 43,4 km², de bevolkingsdichtheid is 6,2 inwoners per km².
De onderstaande kaart toont de ligging van Saint-Auban (Alpes-Maritimes) met de belangrijkste infrastructuur en aangrenzende gemeenten.

## Demografie
Onderstaande figuur toont het verloop van het inwonertal (bron: INSEE-tellingen).
Vanwege een beveiligingsprobleem met de MediaWiki Graph-software is het momenteel niet mogelijk deze grafiek weer te geven. Zodra de software is bijgewerkt zal de grafiek vanzelf weer zichtbaar worden.
1. ↑  Populations de référence 2022.